# Clase F (Tipo Laurenti)
La Clase F,diseñada por el mayor del Regio Arsenale de Venecia, ingeniero naval y desde 1905 director técnico de los astilleros Cantiere navale del Muggiano, Cesare Laurenti; conocida como Clase A en España, era un tipo de submarino costero de fabricación italiana, construidos durante la Primera Guerra Mundial. Los tres últimos de una serie de 24 fueron adquiridos para la Armada Española a mediados de 1916.

## El buque
Su cota máxima de inmersión era de 45 m. Contaba con la instalación de dos periscopios de 9 centímetros de diámetro, uno de observación y otro de ataque. Brújula giroscópica. Un señalizador acústico subacuático Fessenden, con un alcance de 5 millas y un indicador de velocidad Forbes. Tenía una torreta ampliada más alta que un hombre en torno a una pequeña estructura resistente que permitía mejores condiciones de navegación en superficie, provista de una escotilla superior que también contenía el periscopio de ataque.
Las líneas generales del casco eran de buenas características hidrodinámicas, presentaba pocos apéndices y estaba provisto de dos grupos de timones horizontales. El grupo de popa era fijo y subacuático. El timón vertical era de tipo semicompensado. La quilla sobresalía solo en la sección central del casco, que estaba provisto de quillas de balance. El casco ligero, de forma variable en sección transversal, envolvía gran parte del casco resistente, que estaba formado por planchas de acero de 9 a 11 mm de espesor.
En el espacio entre ambos estaban situados los dobles fondos, que presentaban amplias aberturas rectangulares para la libre circulación del agua. Sin embargo, estas aberturas podían cerrarse de modo que pudieran inundarse como lastres los centrales inferiores, los de proa y los de popa. Los demás estaban constantemente en libre circulación. Los tanques de combustible y los de trimado también estaban situados entre los dos cascos. Respecto al casco resistente, tenía una sección transversal elíptica. En la parte interna contenía mamparos estancos transversales, con puertas de comunicación.

## Historia
A comienzos de la Primera Guerra Mundial, la empresa italiana  Fiat-San Giorgio producto de la fusión con Officine Meccaniche FIAT di Torino de los astilleros S. Giorgio propiedad de A. Odero, pusieron a punto el proyecto de un submarino costero derivado de la anterior clase Clase Medusa. De esta forma nació la denominada por la Regia Marina clase F (tipo Laurenti).
Los submarinos italianos desarrollaron una actividad bélica de carácter ofensivo durante la Primera Guerra Mundial, efectuando numerosas misiones en las costas enemigas y cerca de los nudos de tráfico más importantes, sin que ninguno de ellos resultara hundido.

## Los Clase A españoles
Gracias al Ministro de Marina (Ley Miranda) se pudo conseguir, hacia mediados de 1916, la venta por parte de Italia de los tres últimos buques de la clase F (F-22, F-23 y F-24) que se estaban construyendo, y por los que también se interesaba la marina brasileña. Con un coste total de 1 300 000 liras (1 822 000 pesetas de la época) sin torpedos, y que recibieron los numerales A1, A2 y A3.
Por Real Orden de 17 de junio de 1917 se nombró Narciso Monturiol y Cosme García al A1 y A2, respectivamente en honor a inventores de submarinos, al igual que al A0, se le dio el nombre de Isaac Peral. El A3 permaneció únicamente con su numeral.
Pasaron a 3.ª situación el 1 de septiembre de 1917 y zarparon rumbo a Génova, desde donde iniciaron el viaje hacia España, donde arribaron el día 4 del mismo mes al puerto de Tarragona acompañados del crucero Extremadura, que les escoltó desde La Spezia, llegando finalmente al puerto de Cartagena el 14 de abril. Una vez en allí se les alistó y junto con el Isaac Peral (A0) se les reagrupó en la clase A, formando el primer núcleo del Arma Submarina de la Armada Española.
Durante el resto de la Primera Guerra Mundial les fueron pintados los colores de la bandera española en la torreta, para evitar posibles confusiones y como señal de neutralidad.
Pronto, estos buques fueron quedando anticuados y con frecuentes averías de su aparato motor, por lo que acabaron por ser destinados al desguace a principios de la década de los treinta.
El 22 de agosto de 1919, el rey Alfonso XIII de España embarcó a bordo del A1.

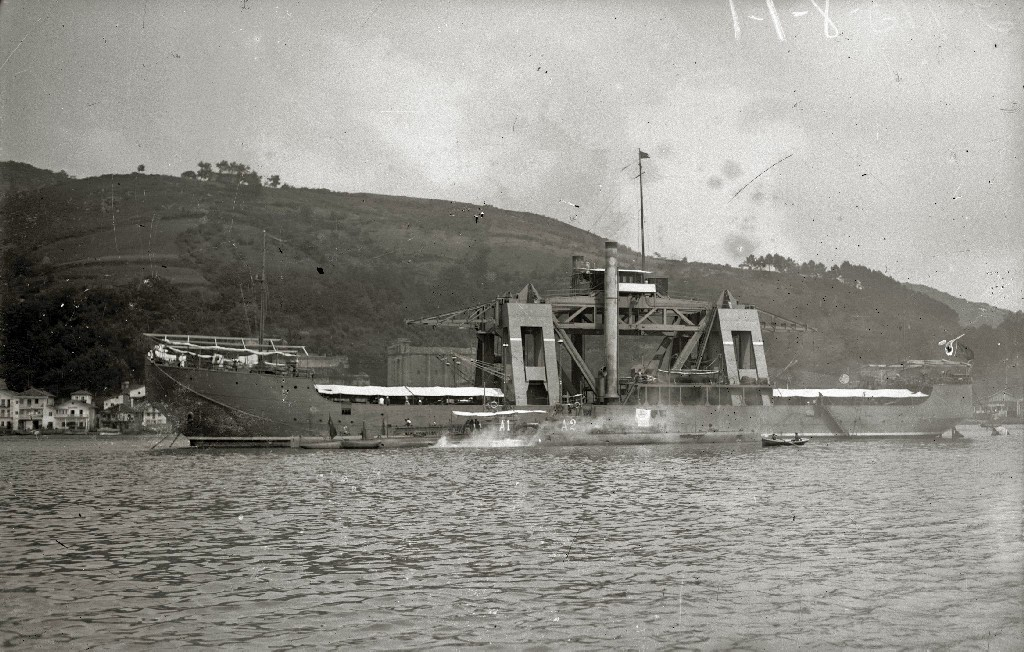
El buque de apoyo a submarinos Kanguro y los submarinos A1 y A2 en la bahía de Pasajes (1922).

Por Real orden de 21 de diciembre de 1920 se constituyó la División de instrucción de submarinos, integrada por el Isaac Peral (A0), Narciso Monturiol (A1), Cosme García (A2), el A3, el buque de salvamento Kanguro y dos torpederos.
En junio de 1922, el A3 fue designado junto con el Isaac Peral y el B1 para llevar agua al Peñón de Alhucemas, que estaba siendo hostigado desde las playas y montes cercanos. El día 22 partieron de Cartagena llegando el 5 de julio al anochecer.
La misión encomendada al A3 era de reconocimiento, protegiendo a los otros dos submarinos contra embarcaciones enemigas que pudieran presentarse. Se mantuvo constantemente a la vista del Peral. El fuego enemigo les sorprendió cuando se encontraban al noroeste del Peñón, y recibieron la orden de retirada.
El 20 de julio se realizó una nueva tentativa, efectuando los submarinos las mismas misiones, y esta vez consiguieron dar agua al Peñón con éxito.
El 28 de mayo de 1923 se hizo entrega a la Armada del Submarino B4, con lo que aumentaba a ocho el número de submarinos. Este mismo año se creó la División de Submarinos de Mahón, conservando el mismo nombre la de Cartagena. A ésta se destinaron en principio los cuatro submarinos Clase B, el A0 y el A3, mientras que a Mahón se destinaron el A1 y el A2.
El 28 de junio de 1927, el Cosme García (A2), de la División de Mahón, sufrió el primer accidente grave de la historia del arma submarina española, aunque sin pérdidas personales. Al tratar de hacer un disparo con aire en el tubo de lanzatorpedos de estribor, con objeto de comprobar el funcionamiento de las válvulas de disparo, cuando estaba abriendo la puerta exterior del tubo para inundar éste, se abrió bruscamente la interior, penetrando en la cámara de torpedos gran cantidad de agua, y la tripulación no pudo cerrarla hasta que tuvieron el agua a la altura del pecho.
El barco quedó casi sumergido. Con la ayuda de dos grúas flotantes de 80 y 60 toneladas, enganchado el submarino con ayuda de buzos, se izo a la superficie al momento que se escucharon explosiones en el interior de él.
A las 06:00 h. de la mañana se dejó flotar el buque libremente, quedando casi en su flotación normal y ligeramente escorado a babor. Se le condujo al dique flotante, quedando en seco, aunque la atmósfera dentro del mismo era irrespirable por su alto contenido en cloro. La tripulación pudo salvarse gracias al empleo de máscaras antigás.
El 17 de diciembre de 1931 causó baja, siendo desguazado el A2. El A3 fue borrado de la lista de buques activos por la ley de 18 de mayo de 1932, quedando activo el A1, que lo estuvo hasta el 1 de septiembre de 1934.

### Unidades de la Armada Española
| Nombre              | Numeral | Puesta de Quilla | Botado    | Alta      | Baja       |
| ------------------- | ------- | ---------------- | --------- | --------- | ---------- |
| Narciso Monturiol   | A1      | 28-9-1915        | 17-4-1917 | 25-8-1917 | 1-9-1934   |
| Cosme García        | A2      | 9-9-1915         | 17-6-1917 | 25-8-1917 | 17-12-1931 |
| Sin nombre asignado | A3      | 23-3-1916        | 10-6-1917 | 25-8-1917 | 18-5-1932  |